# السرو (خولان)

تعديل مصدري - تعديل

السرو هي إحدى قرى عزلة الاعروش بمديرية خولان التابعة لمحافظة صنعاء، بلغ تعداد سكانها 821 نسمة حسب تعداد اليمن لعام 2004.